# (36330) 2000 MF5
2000 MF5 (asteroide 36330) é um asteroide da cintura principal. Possui uma excentricidade de 0.20903040 e uma inclinação de 0.47531º.
Este asteroide foi descoberto no dia 26 de junho de 2000 por LINEAR em Socorro.